# Белый Бим Чёрное ухо (повесть)

Памятник Биму в Воронеже на проспекте Революции

«Белый Бим Чёрное ухо» — повесть воронежского писателя Гавриила Троепольского. Изначально публиковалась по частям в журнале «Наш современник» за 1971 год (номера 1 и 2), отдельной книгой впервые была издана спустя год издательством «Советский писатель». Писатель посвятил повесть Александру Твардовскому.
Повесть приобрела успех сразу после выхода в свет и за первые десять лет выдержала около восьми переизданий. Переведена более чем на 20 языков мира.

## Сюжет
История преданного хозяину пса, неожиданно попавшего в беду. Бим, наделённый с рождения белым окрасом, не соответствующим стандарту шотландских сеттеров, живёт в квартире вместе со своими хозяином Иваном Ивановичем. Хозяин, бывший участник Великой Отечественной войны, инвалид, любит свою собаку и систематически вывозит ее на охоту.
Неожиданно хозяину даёт о себе знать осколок в сердце. Ивана Ивановича отвозят в Москву, а пёс поручается соседке, но по недосмотру выскакивает из квартиры в поисках хозяина и оказывается на улице. Путешествуя без надзора, Бим встречает множество людей — добрых и злых, старых и молодых, — все они описываются глазами собаки, сквозь призму её восприятия. Бим подвергается разному отношению, от жалости и попыток помочь до жестокости. По разным причинам никому не удаётся приютить его у себя на постоянной основе. Пройдя многие испытания и уже почти дождавшись возвращения хозяина, Бим попадает в отлов, став жертвой предательства и наговора со стороны соседки по подъезду, желающей избавиться от присутствия во дворе собаки. Его находят мёртвым.

## Награды и памятник
В 1975 году Гавриил Троепольский был удостоен Государственной премии СССР за повесть «Белый Бим Чёрное ухо».
В 1998 году в Воронеже перед входом в театр кукол «Шут» главному герою книги Биму был установлен памятник.

## Экранизация
В 1977 году Станислав Ростоцкий снял по книге одноименный двухсерийный кинофильм, который стал победителем многих кинофестивалей и номинировался на премию «Оскар» в категории «Лучший иностранный фильм».